# Barentsburgs Pomormuseum

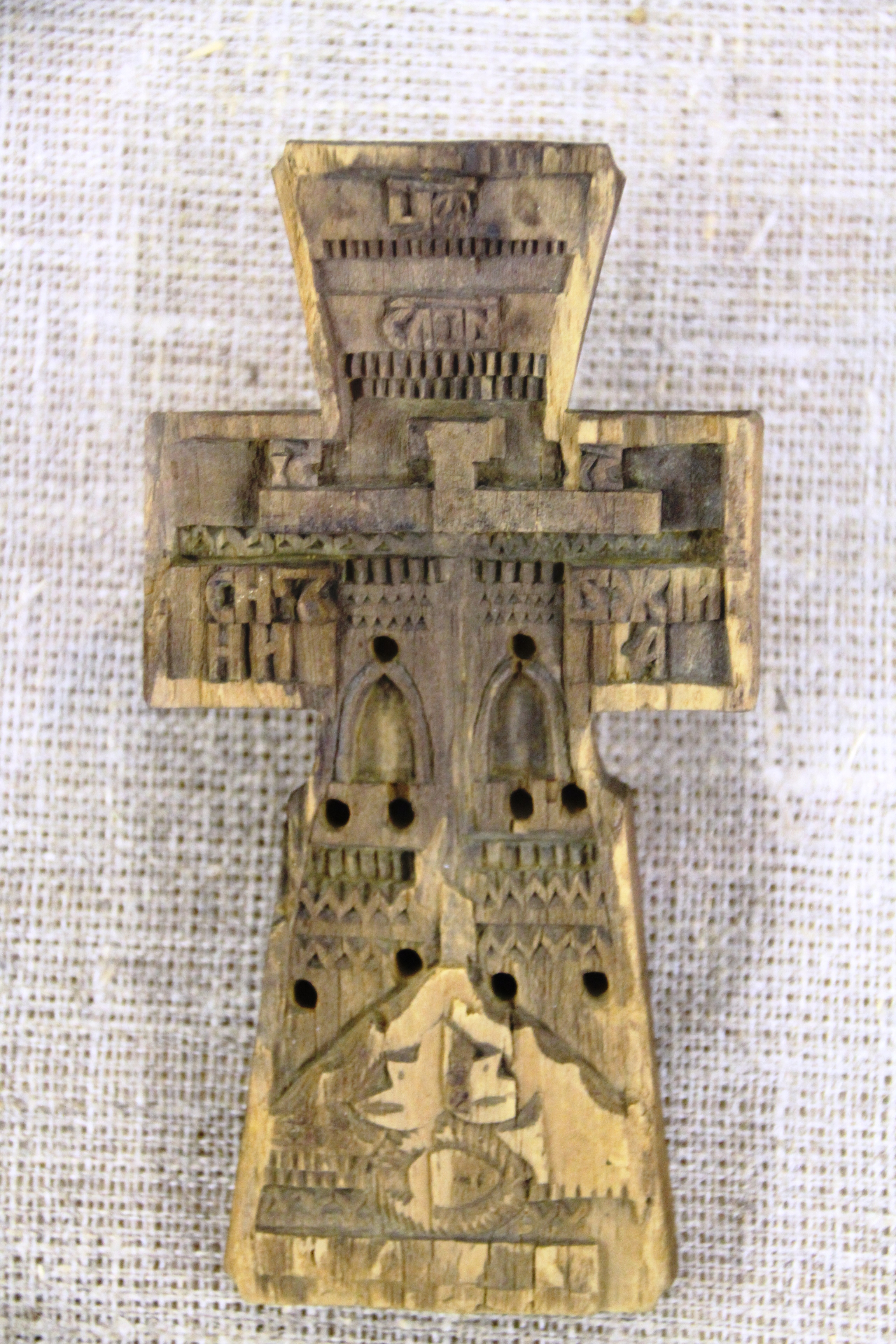
Ristat pomorkors från 1600-talet.

Barentsburgs Pomormuseum är ett lokalhistoriskt museum i Barentsburg i Svalbard. 
Museet skildrar den historiska pomorhandeln med Ryssland, samt den ryska gruvdriftshistorien i Svalbard. Där finns ett stort antal geologiska prov samt ett antal artefakter som  pekar på ryska aktiviteter i Svalbard före den tid då Spetsbergen allmänt anses ha upptäckts av västeuropéer med Willem Barents i spetsen. Museet drivs av gruvföretaget Arktikugol och ligger i stadens sport- och kulturpalats.
Barentsburg grundades som kolgruveby av nederländare på 1920-talet och såldes till Sovjetunionen 1932. 
Museet grundades 1963. En av grundarna var Vadim F. Starkov, en sovjetisk arkeolog från Sovjetunionens vetenskapsakademi och en framträdande arkeolog i Spetsbergen.